# Rainbow Warrior
Rainbow Warrior er navnet på tre fartøjer, som er eller har været i tjeneste hos miljøorganisationen Greenpeace. 

## Det første Rainbow Warrior skib
Det mest kendte af fartøjerne blev sænket af Frankrigs efterretningstjeneste DGSE den 10. juli 1985 i Auckland, New Zealand. I forbindelse med sænkningen omkom fotografen Fernando Pereira.
Det sænkede skib er nu flyttet ud til en lokalitet øst for havnebyen Paihia, hvor vraget fungerer som kunstigt rev og dykkerattraktion.

## Det andet Rainbow Warrior skib
Det andet Rainbow Warrior er bygget i 1957 og købt af Greenpeace 1987. Det er en skonnert med 28 køjer.
Rainbow Warrior besøgte København i forbindelse med COP15 Klimatopmødet i 2009. Det lagde til ved Amaliehaven og senere ved Knippelsbro, for at gøre opmærksom på de arresterede aktivister fra COP15 mødet.

## Det tredje Rainbow Warrior skib
Det tredje skib med navnet Rainbow Warrior blev søsat i 2011. Det er 58 meter langt, 11 meter bredt og vejer 838 tons.